# 枯葉之眼
枯葉之眼（Leaves' Eyes）是一支融合民謠元素的交響哥德金屬樂團。主唱  Liv Kristine  原為著名樂團悲愴劇場樂團（Theatre of Tragedy）主唱。樂團結合了氛圍，金屬和古典元素。歌曲中除了 Liv Kristine 的演唱，偶爾也會穿插 Krull 的死腔作為搭配。
他們的首張專輯《黯然傷感》發行於2004年。第二張專輯《北國傳奇》在2005年5月30日發行，專輯內容是述說著萊弗·艾瑞克森發現文蘭（Vinland，現今的北美）的傳說。接下來在2006年6月2日發行 EP《Legend Land》。
團名是來自於 Liv Kristine 的想法，「Leave」與她的名字正好是同音字。「Leave」代表著與大自然的連結，而大自然是她靈感的最大來源。Liv Kristine 負責所有歌詞創作。
目前樂團正在製作他們的第一張 DVD，內容是樂團在比利時的一場表演。他們在2006年擔任瞽目守護神（Blind Guardian）在北美巡迴的暖場樂團。 樂團原本計畫在2008年與幸運之星（Kamelot）、精靈魔界樂團（Fairyland）、鑽石國王樂團（King Diamond）和造物主一同舉辦巡迴演唱，但因 King Diamond 的嚴重背傷而取消。
2008年2月，枯葉之眼宣布將會參加2008年的「Wacken Open Air Festival」。

## 團員

### 現任團員
- Liv Kristine - 主唱

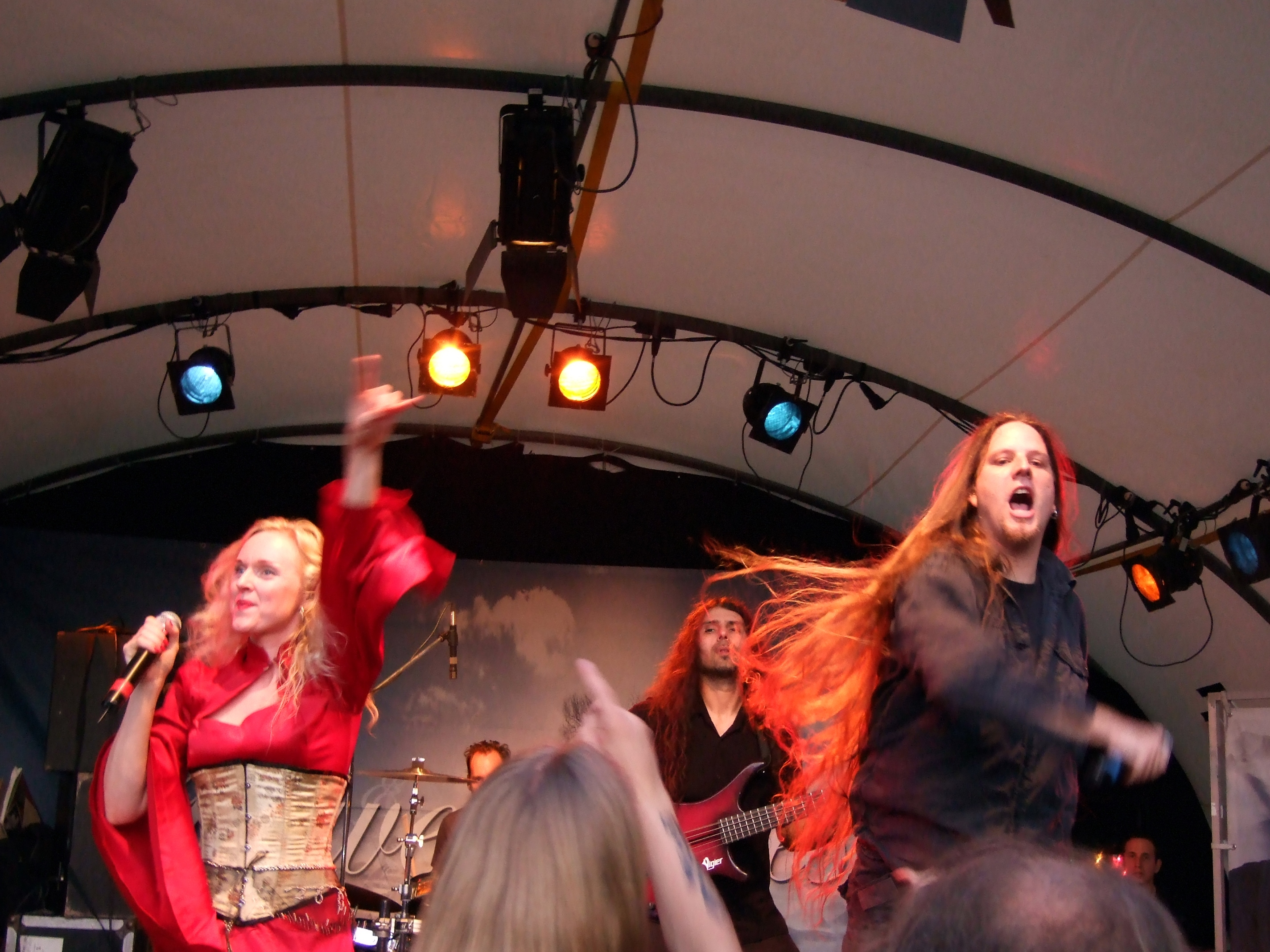
Liv Kristine與Alexander Krull

- Alexander Krull - 主唱、programming
- Torsten Bauer - 吉他
- Mathias Röderer - 吉他
- Peter Hornung - 鼓
- Alla Fedynitch - 貝斯

### 前任團員
- Martin Schmidt - Drums (2003-2004)
- Chris Lukhaup - Bass (2001-2007)
- Moritz Neuner - Drums (2004-2007)
- Nicholas Barker - Drums (2004-2008)

## 音樂作品

### 專輯
- 《黯然傷感》（Lovelorn） (2004)
- 《北國傳奇》（Vinland Saga） (2005)
- 《寒天酷地》(Njord) (2009)
- 《逐漸凋零》(Meredead) (2011)
- 《Symphonies Of The Night》 (2013)
- 《King Of Kings》 (2015)

### 其他作品
- 《Into Your Light》（單曲，2004）
- 《Elegy》（單曲／EP, 2005）
- 《Legend Land》 (EP, 2006)
- 《We Came with the Northern Winds - En Saga I Belgia》 (CD/DVD, 2009)

### 影片
- 《Into Your Light》 (2004)
- 《Elegy》 (2005)
- 《Legend Land》 (2006)

## 外部連結
- 枯葉之眼官方網站 （页面存档备份，存于）
- Leaves' Eyes的MySpace主頁
- 枯葉之眼在Napalm Records的網頁
- 枯葉之眼專訪
- 枯葉之眼的表演照片 （页面存档备份，存于）